# کهورتاک
کهورتاک، روستایی در دهستان چراغ‌آباد بخش هشتبندی  شهرستان میناب در استان هرمزگان ایران است.

## جمعیت
بر پایه سرشماری عمومی نفوس و مسکن در سال ۱۳۹۵، جمعیت این روستا برابر با ۴۳۹ نفر (۱۱۷ خانوار) بوده‌است.